# Demonax perspicuus
Demonax perspicuus là một loài bọ cánh cứng trong họ Cerambycidae.